# Maintenance, Repair and Overhaul
Maintenance, Repair and Overhaul o, più semplicemente, MRO, è l'industria che si occupa della manutenzione degli aeromobili. Questa industria assicura la affidabilità e la sicurezza delle flotte aeree.

## Principali aziende operanti nel settore MRO
- Air France Industries
- Atitech Atitech S.p.A.
- KLM Engineering and Maintenance
- Lufthansa Technik
- MTU Aero Engines
- Avio Aero
- United Services (una divisione della United Airlines)
- Aermeccanica http://aermeccanica.it/